# Peer Steinbrück
Peer Steinbrück (Hamburgo, 10 de janeiro de 1947) é um político alemão do Partido Social-Democrata da Alemanha (SPD).
De 2002 a 2005 foi primeiro-ministro do estado federal da Renânia do Norte-Vestfália, e de 2005 a 2009 ministro das Finanças no Governo Merkel I e vice-presidente da SPD. Desde 2009, Steinbrück é membro do Bundestag. Em 28 de Setembro de 2012 foi indigitado como candidato oficial da SPD para a Chanceler Federal nas eleições legislativas em 22 de Setembro 22 de 2013.

## Vida pessoal e carreira política
Após o Abitur, em 1968, Peer Steinbrück fez o serviço militar na Bundeswehr até 1970, sendo formado como oficial da reserva. É licenciado em economia e ciências sociais, tendo obtido o seu grau na Universidade de Kiel em 1974. É membro da SPD desde 1969 e membro do sindicato da mineração, química e energia da Alemanha.
Entre 1976 e 1981 Steinbrück teve várias atividades em ministérios federais, como  assistente pessoal, tendo também trabalhado na Chancelaria Federal, em Bona. Em 1981 trabalhou no departamento de economia da missão permanente da Alemanha Ocidental em Berlim Oriental. De Novembro 2002 a Junho de 2005, Peer Steinbrück foi primeiro-ministro da Renânia do Norte-Vestfália, e entre 2005 e 2009  Ministro das Finanças da Alemanha no Governo Merkel I que se baseava numa coligação entre CDU, CSU e SPD. Desde 2009 Steinbrück é Membro do Bundestag em Berlim. Suas contribuições políticas foram fundamentais no resgate de bancos alemães durante a crise económica de 2008/2009. Merecem destaque os "pacotes de estímulos à economia" que lançou enquanto ministro, bem como o seu empenho a favor da redução da dívida (mesmo através de medidas impopulares) e de novas regras internacionalmente vinculativas para os mercados financeiros.
Peer Steinbrück é actualmente um dos políticos mais populares na Alemanha actualmente e considerado um homem de palavras claras. Em 9 de Outubro de 2012 uma assembleia nacional extraordinário o elegeu com 93,45% dos votos como candidato a chanceler federal, nas eleições federais agendadas para 2013.
Peer Steinbrück é casado com a professora de biologia Gertrude Steinbrück e tem 3 filhos, Johannes, Anne e Katharina. Um de seus antepassados, Adelbert Delbrück, foi co-fundador do Deutsche Bank. Para relaxar, Steinbrück gosta de ler histórias de detective e biografias históricas. Ele é considerado como um amante do nautimodelismo e é um bom jogador de xadrez. Mora com a família em Bonn-Bad Godesberg.